# 贝尼·哈玛德的卡拉城
贝尼·哈玛德的卡拉城现在是阿尔及利亚的一座废墟，这座设防城市在11世纪曾是哈馬德王朝的首都。它位于姆西拉以东的霍德纳山脉，海拔1,418米，周围山脉蓄水丰富。该遗址靠近Maadid镇（又称Maadhid），距离阿尔及尔东南约225公里（140英里）。1980年入选世界遗产。